# Civic United Front

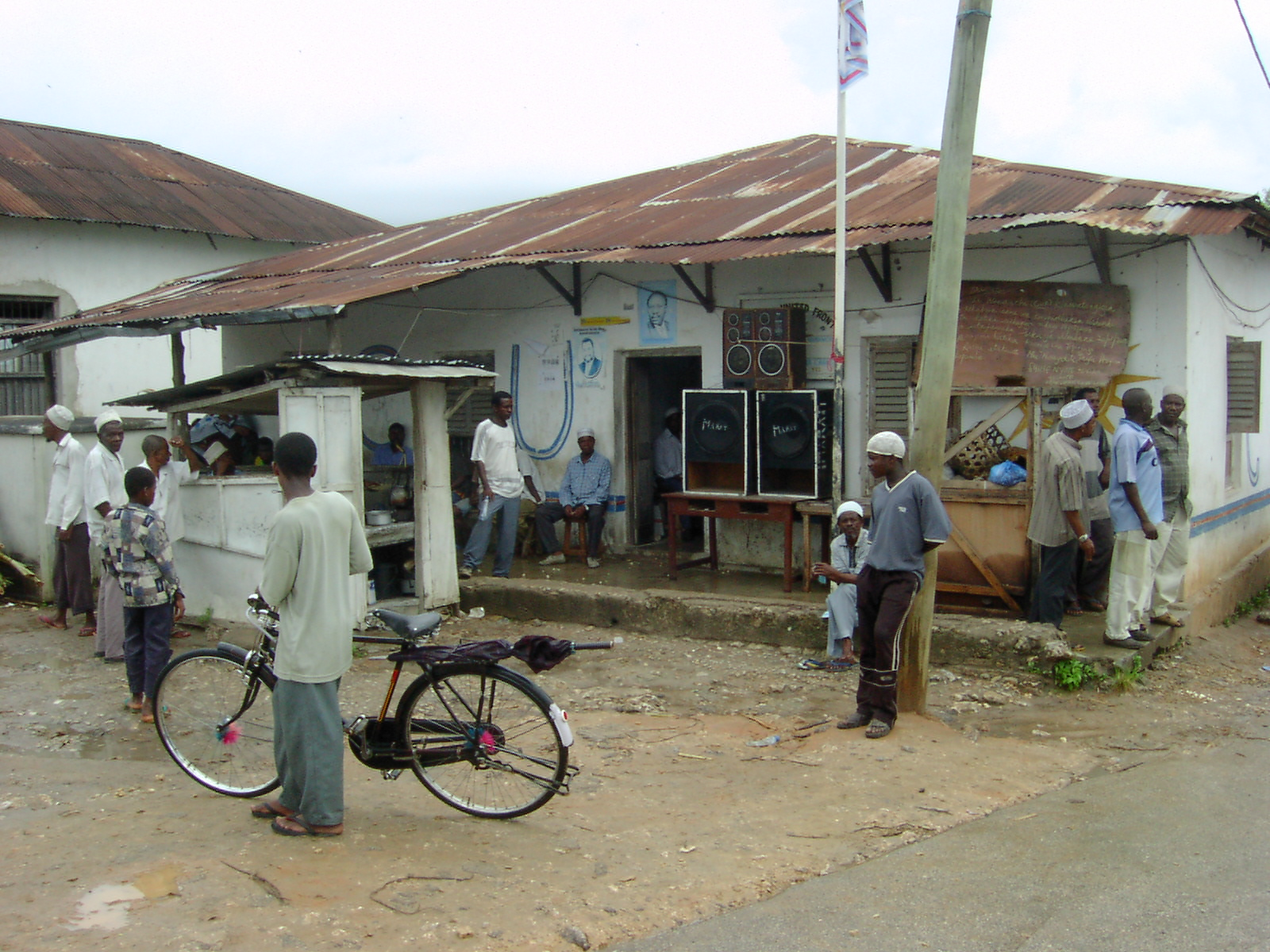
Kantoor van Civic United Front in Pemba

Civic United Front (Nederlands: Verenigd Burgerfront) is een liberale partij in Tanzania. Over het algemeen nationaal georiënteerd. Het meeste aanhang komt uit Zanzibar en Pemba. De partij is lid van de Liberale Internationale. 
De CUF was op 28 mei 1992 opgericht. De groep is voor democratie en algemene rechten van de mens op beide Tanzaniaanse eilanden. De partij is gevormd door veel oud-leden van de CCM (Revolutionary States Party).
De CUF participeerde in 1995, 2000 en 2005. 

## Presidentsverkiezingen van 2000
In 2000 toen de presidentsverkiezingen begon, werd Amani Abeid Karume van de CCM gekozen tot nieuwe president van Zanzibar. Toch was de CUF overtuigd dat er fraude was gepleegd tijdens de verkiezingen. Ze hielden daarom een demonstratie en eisten een herverkiezing. In Tanzania verliep die demonstratie nogal rustig, maar op beide eilanden was het een waar slagveld. De politie en het leger kozen direct partij voor de CCM-aanhangers die in gevecht waren geraakt met CUF-aanhangers. Beide CUF-leiders Ibrahim Lipumba en Seif Shariff Hamad werden gearresteerd.
Een week later werden Lipumba en Hamad weer vrijgelaten, maar twee dagen daarna werd een bomaanslag gepleegd op een CCM-kantoor waar ook drie burgers bij omkwamen. De CCM geeft hierbij de CUF de schuld en de CUF zegt op hun beurt dat de CCM hierachter zit om hen zwart te maken.

## Verkiezingen van 2015 - 2016
De verkiezingen van oktober 2015 werden door de kiescommissie ongeldig verklaard omdat de kieswetten niet zouden zijn nageleefd. Seif Shariff Hamad beschouwde zijn CUF als winnaar, maar de cijfers zijn nooit bekendgemaakt. In plaats daarvan werden nieuwe verkiezingen uitgeschreven voor maart 2016. Die waren blijkbaar beter voorbereid, want de zittende president Ali Mohamed Shein behaalde dit keer 91% van de stemmen.